# Valentin Atangana Edoa
Pour les articles homonymes, voir Atangana.
Valentin Atangana Edoa, né le 25 août 2005 à Yaoundé, est un footballeur français qui évolue au poste de milieu défensif au Stade de Reims.

## Biographie

### Carrière en club
Né au Cameroun, Valentin Atangana commence le football au sein du F.C.F La Neuvillette-Jamin. Il arrive dans le centre de formation du Stade de Reims dès les moins de 11 ans. Rapidement devenu capitaine avec les jeunes, puis ayant fait ses débuts avec la reserve en National 2, il signe son premier contrat professionnel en mai 2022.

### Carrière en sélection
Valentin Atangana Edoa est international français en équipe de jeune. En avril 2022, il est sélectionné avec l'équipe de France des moins de 17 ans pour l'Euro 2022. Il s'impose comme un titulaire lors de la compétition continentale, où la France se qualifie pour la finale aux tirs au but face au Portugal à la suite d'un score de 2-2 à la fin du temps réglementaire,.

## Statistiques
| Saison                | Club                  | Championnat           | Championnat | Championnat | Championnat | Coupe(s) nationale(s) | Coupe(s) nationale(s) | Coupe(s) nationale(s) | Compétition(s) continentale(s) | Compétition(s) continentale(s) | Compétition(s) continentale(s) | Compétition(s) continentale(s) | Barrages | Barrages | Barrages | Total | Total | Total |
| Saison                | Club                  | Division              | M.          | B.          | P.d.        | M.                    | B.                    | P.d.                  | Comp.                          | M.                             | B.                             | P.d.                           | M.       | B.       | P.d.     | M.    | B.    | P.d.  |
| 2022-2023             | Stade de Reims        | Ligue 1               | 7           | 0           | 0           | -                     | -                     | -                     | -                              | -                              | -                              | -                              | -        | -        | -        | 7     | 0     | 0     |
| 2023-2024             | Stade de Reims        | Ligue 1               | 15          | 0           | 0           | -                     | -                     | -                     | -                              | -                              | -                              | -                              | -        | -        | -        | 15    | 0     | 0     |
| 2024-2025             | Stade de Reims        | Ligue 1               | 34          | 1           | 0           | 5                     | 0                     | 0                     | -                              | -                              | -                              | -                              | 2        | 0        | 0        | 41    | 1     | 0     |
| Total sur la carrière | Total sur la carrière | Total sur la carrière | 56          | 1           | 0           | 5                     | 0                     | 0                     | -                              | 0                              | 0                              | 0                              | 2        | 0        | 0        | 63    | 1     | 0     |

## Palmarès
Sous les couleurs du Stade de Reims, son club formateur, il est finaliste de la Coupe de France 2025.
Avec l'équipe de France des moins de 17 ans, il remporte l'Euro 2022.
| Stade de Reims                       | France -17 ans (1)                                       |
| ------------------------------------ | -------------------------------------------------------- |
| - Coupe de France - Finaliste : 2025 | - Championnat d'Europe -17 ans (1) : - Vainqueur : 2022. |